# Aptima Motors
Aptima Motors Co. Ltd. ist ein Hersteller von Automobilen aus der Republik China (Taiwan).

## Unternehmensgeschichte
Das Unternehmen aus Taipeh begann 2007 mit der Produktion von Automobilen. Der Markenname lautet Aptima. Auslandsniederlassungen befinden sich in Granby, Missouri und San Marcos, Kalifornien sowie in Shanghai, Volksrepublik China.

## Fahrzeuge
Das einzige Modell 450 ist die Nachbildung des AC Cobra. Ungewöhnlich für so ein Fahrzeug ist der Antrieb durch einen Elektromotor. Die Reichweite ist mit über 240 km angegeben.